# Eustenogaster micans
Eustenogaster micans är en getingart som först beskrevs av Henri Saussure 1852.  Eustenogaster micans ingår i släktet Eustenogaster och familjen getingar. Inga underarter finns listade i Catalogue of Life.